# Popis europskih pravaca
Popis europskih pravaca daje pregled europskih pravaca.

## Glavna mreža (klasa A)

### E1 do E49
| Karta | Broj   | Dužina   | Države                                                                                         | Tijek |
| ----- | ------ | -------- | ---------------------------------------------------------------------------------------------- | --- |
|       |        | 2509 km  | Velika Britanija Irska Španjolska Portugal Španjolska                                          | Larne – Belfast Dundalk – Dublin – Rosslare Harbour prekid A Coruña – Vigo Porto – Coimbra – Santarém – Lisabon – Setúbal – Faro Huelva – Sevilla |
|       |        | 459 km   | Francuska                                                                                      | Cherbourg – Avranches – Rennes – Nantes – Usseau |
|       |        | 1.509 km | Švedska Finska                                                                                 | Helsingborg – Jönköping – Norrköping – Södertälje – Stockholm – Uppsala – Gävle – Sundsvall – Örnsköldsvik – Umeå – Luleå – Haparanda Tornio |
|       |        | 3100 km  | Velika Britanija Francuska Španjolska                                                          | Greenock – Glasgow – Carlisle – Preston – Stoke-on-Trent – Birmingham – Oxford – Southampton – (Trajekt) Le Havre – Paris – Orléans – Tours – Poitiers – Niort – Bordeaux – Bajona Donostia/San Sebastián – Bilbao – Miranda de Ebro – Burgos – Aranda de Duero – Madrid – Valdepeñas – Bailén – Córdoba – Sevilla – Cádiz – Algeciras |
|       |        | 3.140 km | Švedska Norveška                                                                               | Trelleborg – Malmö – Helsingborg – Göteborg – Uddevalla Oslo – Lillehammer – Dombås – Trondheim – Majavatn – Mo i Rana – Narvik – Alta – Kirkenes |
|       |        | 247 km   | Francuska Španjolska                                                                           | Pau – Oloron-Sainte-Marie Jaca – Huesca – Zaragoza |
|       |        | 1.410 km | Norveška Finska                                                                                | Tromsø Muonio – Torneå – Kemi – Oulu/Uleåborg – Vasa/Vaasa – Turku/Åbo |
|       |        | 967 km   | Francuska Španjolska                                                                           | Orléans – Vierzon – Châteauroux – Limoges – Brive-la-Gaillarde – Montauban – Toulouse Puigcerdà – Manresa – Barcelona |
|       |        | 880 km   | Norveška Švedska                                                                               | Å i Lofoten – Narvik Kiruna – Gällivare – Överkalix – Töre – Luleå |
|       |        | 570 km   | Francuska                                                                                      | Vierzon – Bourges – Montluçon – Clermont-Ferrand – Millau – Béziers |
|       |        | km       | Norveška Švedska Finska                                                                        | Mo i Rana Storuman – Umeå – (Trajekt) Vaasa – Tampere – Hämeenlinna – Helsinki |
|       |        | 230 km   | Velika Britanija                                                                               | Leeds – Sheffield – Nottingham – Leicester – Northampton – London |
|       |        | km       | Norveška Švedska                                                                               | Trondheim – Stjørdal Storlien – Ånn – Duved – Åre – Järpen – Mörsil – Krokom – Östersund – Brunflo – Bräcke – Ånge – Sundsvall |
|       |        | 3610 km  | Velika Britanija Francuska Španjolska                                                          | Thurso – Wick – Inverness – Perth – Edinburgh – Newcastle – Darlington – Doncaster – Newark-on-Trent – Peterborough – London – Maidstone – Folkestone (Trajekt / Eurotunel) Calais – Arras – Compiègne – Paris – Auxerre – Beaune – Chalon-sur-Saône – Mâcon – Lyon – Valence – Orange – Nîmes – Montpellier – Béziers – Perpignan Figueres – Girona – Sabadell – Tarragona – Castellón de la Plana – Valencia – Alicante – Murcia – Lorca – Almería – Motril – Málaga – Algeciras |
|       |        | km       | Velika Britanija Norveška                                                                      | Derry – Belfast / Glasgow – Edinburgh – (Trajekt) Bergen – Hønefoss – Oslo |
|       |        | 670 km   | Belgija Francuska                                                                              | Antwerpen – Gent – Kortrijk Lille – Arras – Cambrai – Laon – Reims – Châlons-en-Champagne – Troyes – Langres – Beaune |
|       |        | km       | Velika Britanija Norveška Švedska Finska Rusija                                                | Enniskillen – Belfast – (Trajekt) – Stranraer – Carlisle – Newcastle – (Trajekt) Kristiansand – Drammen – Oslo Karlstad – Örebro – Västerås – Stockholm – Kapellskär – (Trajekt) Turku/Åbo – Helsinki/Helsingfors Выборг/Wyborg – Sankt-Peterburg |
|       |        | 591 km   | Nizozemska Belgija Francuska                                                                   | Amsterdam – Hag – Rotterdam – Breda Antwerpen – Bruxelles – Mons Valenciennes – Cambrai – Compiègne – Paris |
|       |        | 1.880 km | Irska Velika Britanija Danska Švedska Estonija Rusija                                          | Shannon Airport – Limerick – Port Laoise – Dublin – (Trajekt) Liverpool – Manchester – Bradford – Leeds – Kingston upon Hull – (Trajekt) Esbjerg – Kolding – Middelfart – Odense – Kopenhagen – Øresundsbron Malmö – Helsingborg – Göteborg – Skara – Örebro – Eskilstuna – Södertälje – Stockholm – (Trajekt) Tallinn – Kohtla-Järve – Narva Sankt-Peterburg |
|       |        | 458 km   | Francuska Švicarska                                                                            | Metz – Nancy – Toul – Langres – Dijon – Dole Ženeva |
|       |        | km       | Velika Britanija Nizozemska Njemačka Švedska Latvija Rusija                                    | Holyhead – Chester – Manchester – Huddersfield – Leeds – Grimsby – (Trajekt) Amsterdam – Sneek – Skarsterlân – Heerenveen – Groningen Leer – Oldenburg – Delmenhorst – Bremen – Hamburg – Lübeck – Wismar – Rostock – Stralsund – Sassnitz – (Trajekt) Trelleborg – Malmö – Kristianstad – Kalmar – Västervik – Norrköping – (Trajekt) Ventspils – Riga Velikije Luki – Moskva – Vladimir – Nižnji Novgorod – Kasan – Jelabuga – Igra – Perm – Ekaterinburg – Tjumenj – Ižim |
|       |        | 391 km   | Francuska Švicarska                                                                            | Metz – Nancy – Épinal – Vesoul – Besançon – Pontarlier Lausanne |
|       |        | km       | Velika Britanija                                                                               | Birmingham – Coventry – Kettering – Cambridge – Ipswich |
|       |        | 2500 km  | Nizozemska Belgija Luksemburg Francuska Švicarska Francuska Italija Francuska Italija          | Hoek van Holland – Rotterdam – Utrecht – ’s-Hertogenbosch – Eindhoven – Maastricht Liège – Neufchâteau Luxemburg Metz – Saverne – Strasbourg – Colmar – Mulhouse Basel – Solothurn – Bern – Lausanne – Ženeva Chamonix-Mont-Blanc – Mont Blanc tunel Aosta – Ivrea – Vercelli – Alessandria – Genova – (Trajekt) Bastia – Porto-Vecchio – Bonifacio – (Trajekt) Porto Torres – Sassari – Cagliari – (Trajekt) – Palermo |
|       |        | km       | Njemačka                                                                                       | Hamburg – Schwerin – Berlin |
|       |        | 283 km   | Francuska Švicarska Italija                                                                    | Belfort – Delémont Biel/Bienne – Bern – Martigny Aosta |
|       |        | km       | Njemačka Poljska Rusija Litva Bjelorusija                                                      | Berlin – Prenzlau Szczecin – Koszalin – Słupsk – Gdynia – Gdanjsk – Elbląg Kalinjingrad Marijampolė – Vilnius Minsk – Gomelj |
|       |        | 283 km   | Njemačka Luksemburg Njemačka Francuska                                                         | Köln – Euskirchen – Prüm – Bitburg Luxembourg Saarbrücken Sarreguemines |
|       |        | 6.453 km | Irska Velika Britanija Nizozemska Njemačka Poljska Bjelorusija Rusija                          | Cork – Rosslare Harbour – (Trajekt) Fishguard – Swansea – Cardiff – Newport – Bristol – Swindon – Reading – London – Colchester – Ipswich – Felixstowe – (Trajekt) Hoek van Holland – Hag – Utrecht – Amersfoort – Apeldoorn – Hengelo Rheine – Osnabrück – Bad Oeynhausen – Hannover – Braunschweig – Magdeburg – Berlin – Frankfurt (Oder) Świebodzin – Poznanj – Konin – Kutno – Łowicz – Varšava – Biała Podlaska Brest – Kobrin – Baranaviči – Minsk – Barysaŭ – Orša Smolensk – Moschaisk – Moskva – Rjasan – Pensa – Samara – Ufa – Čeljabinsk – Išim – Omsk                                                                                |
|       |        | 538 km   | Nizozemska Njemačka                                                                            | Rotterdam – Gorinchem – Nijmegen Moers – Krefeld – Neuss – Köln – Koblenz – Bingen am Rhein – Alzey – Ludwigshafen am Rhein – Hockenheim |
|       |        | km       | Ujedinjeno Kraljevstvo                                                                         | Colchester – Harwich |
|       |        | 124 km   | Italija                                                                                        | Parma – La Spezia |
|       |        | km       | Belgija Nizozemska Njemačka                                                                    | Antwerpen – Turnhout Eindhoven – Venlo Moers – Duisburg – Oberhausen – Recklinghausen – Dortmund – Bielefeld – Bad Oeynhausen |
|       |        | 1647 km  | Nizozemska Njemačka Švicarska Italija                                                          | Amsterdam – Utrecht – Arnhem Bocholt – Oberhausen – Duisburg – Düsseldorf – Köln – Limburg an der Lahn – Wiesbaden – Rüsselsheim am Main – Darmstadt – Mannheim – Heidelberg – Karlsruhe – Baden-Baden – Offenburg – Freiburg im Breisgau Basel – Olten – Luzern – Altdorf (Uri) – Bellinzona – Lugano Como – Milano – Piacenza – Parma – Reggio nell’Emilia – Modena – Bologna – Firenca – Arezzo – Rim |
|       |        | km       | Njemačka Poljska                                                                               | Berlin – Lübben – Cottbus Bolesławiec |
|       |        | 336 km   | Njemačka                                                                                       | Bremen / Delmenhorst – Cloppenburg – Osnabrück – Münster – Dortmund – Hagen – Wuppertal – Remscheid – Köln |
|       |        | km       | Ukrajina Rusija Kazahstan                                                                      | Hlukhiw Kursk – Voronjež – Borisoglebsk – Saratov Oral – Aktobe – Kyzylorda – Shymkent |
|       |        | 1330 km  | Norveška Danska                                                                                | Trondheim – Molde – Bergen – Stavanger – Kristiansand – (Trajekt) Hirtshals – Aalborg |
|       |        | 8.000 km | Francuska Belgija Njemačka Poljska Ukrajina Rusija Kazahstan Uzbekistan Turkmenistan Kirgistan | Calais – Dunkerque Brügge – Gent – Bruxelles – Liège Aachen – Köln – Wetzlar – Gießen – Bad Hersfeld – Eisenach – Erfurt – Weimar – Jena – Gera – Chemnitz – Dresden – Görlitz Bolesławiec – Legnica – Breslau – Opole – Kraków – Tarnów – Rzeszów Lavov – Dubno – Rivne – Žitomir – Kijev – Lubny – Poltava – Harkiv – Slov"jans'k – Debal'ceve – Luhansk Kamjensk-Šahtinskij – Volgograd – Astrahan Atyrau Nukus – Buhara – Samarqand – Taškent Biškek Almaty – Ridder |
|       |        | 788 km   | Njemačka Švicarska                                                                             | Dortmund – Hagen – Wetzlar – Hanau – Aschaffenburg – Würzburg – Heilbronn – Stuttgart – Böblingen – Bad Dürrheim – Singen (Hohentwiel) Schaffhausen – Winterthur – Zürich – Rotkreuz – Schwyz – Altdorf (Uri) |
|       |        | km       | Francuska Belgija Njemačka                                                                     | Dunkerque – Lille Tournai – Mons – Charleroi – Namur – Liège – Verviers Prüm – Bitburg – Wittlich – Bingen – Mainz – Rüsselsheim am Main – Frankfurt am Main – Aschaffenburg |
|       |        | 514 km   | Njemačka Austrija Švicarska                                                                    | Würzburg – Feuchtwangen – Heidenheim – Ulm – Memmingen – Lindau Bregenz Sargans – Chur – Bellinzona |
|       |        | km       | Francuska Luksemburg Njemačka                                                                  | Le Havre – Neufchâtel-en-Bray – Amiens – Saint-Quentin – Charleville-Mézières – Sedan Luksemburg Trier – Wittlich – Koblenz – Limburg – Wetzlar – Gießen – Alsfeld |
|       |        | 5190 km  | Norveška Finska Švedska Danska Njemačka Austrija Italija                                       | Alta – Kautokeino Hetta – Karesuvanto Karesuando – Gällivare – Storuman – Östersund – Mora – Trollhättan – Göteborg – (Trajekt) Frederikshavn – Aalborg – Randers – Aarhus – Horsens – Vejle – Kolding – Aabenraa Flensburg – Rendsburg – Neumünster – Hamburg – Walsrode – Hannover – Hildesheim – Göttingen – Kassel – Fulda – Würzburg – Erlangen – Nürnberg – Ingolstadt – München – Rosenheim Kufstein – Innsbruck Brixen – Bozen – Trient – Verona – Modena – Bologna – Forlì – Cesena – Sansepolcro – Perugia – Terni – Rim – Caserta – Napulj – Salerno – Cosenza – Reggio Calabria – (Trajekt) – Messina – Catania – Siracusa – Agrigento |
|       |        | km       | Francuska Belgija                                                                              | Cherbourg-Octeville – Caen – Rouen – Beauvais – Compiègne – Reims – Charleville-Mézières – Sedan Liège |
|       |        | 290 km   | Švedska Danska Njemačka                                                                        | Helsingborg – (Trajekt) Helsingør – Kopenhagen – Rødbyhavn – (Trajekt) Puttgarden – Lübeck |
|       |        | km       | Njemačka Češka                                                                                 | Schweinfurt – Bamberg – Bayreuth – Marktredwitz Cheb – Karlovy Vary – Prag |
|       |        | 740 km   | Njemačka Češka Austrija                                                                        | Magdeburg – Halle – Leipzig – Weißenfels – Schleiz – Plauen Cheb – Karlovy Vary – Plzeň – České Budějovice Horn – Stockerau – Beč |
|       | Ukupno | km       |                                                                                                | Glavna mreža (E1 do E49) |

### E50 do E99
| Karta | Broj   | Dužina  | Države | Tijek |
| ----- | ------ | ------- | --- | --- |
|       |        | km      | Francuska Njemačka Češka Slovačka Ukrajina Rusija                                                                          | Brest – Morlaix – Saint-Brieuc – Rennes – Laval – Le Mans – Chartres – Paris – Reims – Châlons-en-Champagne – Verdun – Metz Saarbrücken – Kaiserslautern – Ludwigshafen am Rhein – Mannheim – Heilbronn – Ansbach – Nürnberg – Amberg – Waidhaus Pilsen – Prag – Humpolec – Jihlava – Brno Trenčín – Žilina – Ružomberok – Poprad – Prešov – Košice Užgorod – Mukačevo – Stryj – Ternopilj – Vinnycja – Umanj – Kropyvnyckyj – Dnjipro – Donjeck – Debal'ceve Rostov na Donu – Armavir – Mahačkala |
|       |        | 410 km  | Njemačka | Berlin – Dessau – Leipzig – Weißenfels – Schleiz ( – Erfurt) – Hof – Bayreuth – Nürnberg |
|       |        | km      | Francuska Njemačka Austrija                                                                                                | Strasbourg Kehl – Baden-Baden – Karlsruhe – Pforzheim – Stuttgart – Ulm – Augsburg – München – Rosenheim Salzburg |
|       |        | 285 km  | Češka Njemačka | Plzeň Deggendorf – Landshut – München |
|       |        | km      | Francuska Njemačka Švicarska Njemačka                                                                                      | Paris – Sens – Troyes – Langres – Vesoul – Belfort – Mulhouse Lörrach Schaffhausen Singen (Hohentwiel) – Lindau – Memmingen – Landsberg am Lech – München |
|       |        | 3305 km | Švedska Danska Njemačka Češka Austrija Italija Grčka                                                                       | Helsingborg – (Trajekt) Helsingør – Kopenhagen – Gedser – (Trajekt) Rostock – Berlin – Lübben – Dresden Teplice – Prag – Tábor – České Budějovice Linz – Sattledt – Salzburg – Eben im Pongau – Spittal an der Drau – Villach Udine – Portogruaro – Venecija – Padova – Ravenna – Rimini – Ancona – Pescara – Foggia – Cerignola – Barletta – Bari – Brindisi – Lecce – Otranto – (Trajekt) Igoumenitsa – Preveza – Arta – Agrinio – Patras – Kalamata |
|       |        | km      | Njemačka Austrija | Nürnberg – Neumarkt in der Oberpfalz – Regensburg – Straubing – Deggendorf – Passau Ried – Wels – Sattledt |
|       |        | 380 km  | Austrija Slovenija | Sattledt – Liezen – Graz Maribor – Celje – Ljubljana |
|       |        | km      | Austrija Slovačka Ukrajina Rumunjska Moldavija Rusija                                                                      | Wien Bratislava – Trenčín – Košice Užgorod – Mukačevo Baia Mare – Suceava – Iași Kišinjev – Tiraspol Odesa – Mikolajiv – Herson – Melitopol – Mariupolj – Taganrog – Rostov na Donu |
|       |        | 644 km  | Češka Austrija Slovenija Hrvatska                                                                                          | Jihlava – Znojmo Stockerau – Beč – Bečko Novo Mjesto – Graz Maribor – Ptuj Zagreb |
|       |        | km      | Francuska Švicarska Austrija Njemačka Mađarska Rumunjska Gruzija Azerbajdžan Turkmenistan Uzbekistan Tadžikistan Kirgistan | Brest – Lorient – Vannes – Nantes – Angers – Tours – Orléans – Montargis – Auxerre – Beaune – Dole – Besançon – Mulhouse Basel – Zürich – Winterthur – St. Gallen Bregenz – Feldkirch – Landeck – Telfs – Innsbruck Rosenheim – Bad Reichenhall – Salzburg – Sattledt – Linz – St. Pölten – Beč Mosonmagyaróvár – Győr – Tatabánya – Budimpešta – Szolnok – Püspökladány Oradea – Cluj-Napoca – Turda – Târgu Mureș – Brașov – Ploiești – Bukurešt – Urziceni – Slobozia – Constanța – Agigea – (Trajekt) Poti – Senaki – Samtredia – Kutaisi – Khashuri – Gori – Tbilisi – Rustavi Qazax – Gəncə – Yevlax – Baku – (Trajekt) Türkmenbaşy – Serdar – Aşgabat – Tejen – Mari – Türkmenabat Olot – Buxoro – Qarshi – Gʻuzor – Sherobod – Termiz Dušanbe – Jirgatol – Saritaš – Irkeštam |
|       |        | 285 km  | Austrija Slovenija Italija Hrvatska                                                                                        | Villach Kranj – Ljubljana – Postojna Trst Rijeka |
|       |        | km      | Francuska Švicarska Italija                                                                                                | Nantes – Poitiers – Bellac – Montluçon – Moulins – Paray-le-Monial – Mâcon – Bourg-en-Bresse Genf – Lausanne – Martigny – Brig Domodossola – Milano – Tortona – Genua |
|       |        | 1100 km | Finska | Sodankylä – Kuusamo – Kajaani – Kuopio – Jyväskylä – Tampere – Turku |
|       |        | km      | Italija | Torino – Novara – Milano – Bergamo – Brescia |
|       |        | 3800 km | Švedska Poljska Češka Slovačka Mađarska Hrvatska BiH Hrvatska Crna Gora Kosovo Makedonija Grčka                            | Malmö – Ystad – (Trajekt) Świnoujście – Szczecin – Gorzów Wielkopolski – Świebodzin – Zielona Góra – Nowa Sól – Lubin – Legnica – Jelenia Góra Mladá Boleslav – Prag – Humpolec – Jihlava – Brno – Břeclav Bratislava Mosonmagyaróvár – Szombathely – Körmend – Zalaegerszeg – Nagykanizsa Varaždin – Zagreb – Karlovac – Rijeka – Zadar – Šibenik – Split – Opuzen Neum Dubrovnik Podgorica – Bijelo Polje Kosovska Mitrovica – Priština Skopje – Ohrid – Bitola Florina – Kozani – Larisa – Lamia – Patras – Korint – Tripoli – Kalamata – Sparta – Gythio – (Trajekt) – Kissamos – Hania |
|       |        | km      | Italija Austrija Mađarska                                                                                                  | Brixen – Dobbiaco Lienz – Spittal an der Drau – Villach – Klagenfurt am Wörthersee – Graz Körmend – Veszprém – Székesfehérvár |
|       |        | 1697 km | Finska Estonija Latvija Litva Poljska Češka                                                                                | (Via Baltica) Helsinki (Trajekt) Tallinn – Pärnu Riga Panevėžys – Kėdainiai – Kaunas – Marijampolė Białystok – Varšava – Piotrków Trybunalski – Wieluń – Kępno – Wrocław – Kłodzko Hradec Králové – Poděbrady – Prag |
|       |        | km      | Mađarska Rumunjska | Szeged Arad – Deva – Sebeș – Sibiu – Brașov |
|       |        | 129 km  | Norveška | Olderfjord – Nordkapp |
|       |        | km      | Španjolska Francuska Italija Slovenija Hrvatska Srbija Rumunjska Bugarska Turska Gruzija                                   | A Coruña – Ḷḷuarca – Avilés – Gijón – Torrelavega – Santander – Bilbao – Donostia-San Sebastián Bayonne – Bordeaux – Périgueux – Clermont-Ferrand – Saint-Étienne – Givors – Bourgoin-Jallieu – Chamousset – Modane Turin – Asti – Alessandria – Tortona – Piacenza – Cremona – Brescia – Verona – Vicenza – Padova – Venecija – Portogruaro – Trst Postojna – Ljubljana Zagreb – Sisak – Slavonski Brod Beograd – Pančevo – Vršac Timișoara – Drobeta Turnu Severin – Craiova – Caracal – Bukurešt – Giurgiu Ruse – Šumen – Varna – (Trajekt) Samsun – Ordu – Trabzon Batumi – Poti |
|       |        | 989 km  | Slovačka Mađarska Hrvatska BiH Hrvatska                                                                                    | Košice Miskolc – Hatvan – Budimpešta – Székesfehérvár – Siófok – Balatonkeresztúr – Nagykanizsa Varaždin – Zagreb – Karlovac Bihać – Bosanski Petrovac Knin – Split |
|       |        | km      | Francuska | Bordeaux – Montauban – Toulouse |
|       |        | 703 km  | Mađarska Hrvatska BiH Hrvatska                                                                                             | Budimpešta – Szekszárd – Mohač Osijek Doboj – Zenica – Sarajevo – Mostar Opuzen |
|       |        | km      | Francuska Italija | Nica Ventimiglia – Cuneo – Asti – Alesandria |
|       |        | 4340 km | Norveška Finska Poljska Češka Slovačka Mađarska Srbija Makedonija Grčka                                                    | Vardø Utsjoki – Ivalo – Sodankylä – Rovaniemi – Kemi – Oulu – Jyväskylä – Lahti – Helsinki – (Trajekt) Gdanjsk – Toruń – Łódź – Piotrków Trybunalski – Częstochowa – Będzin – Katowice – Tychy – Bielsko-Biała Český Těšín Žilina – Trenčín – Trnava – Bratislava Mosonmagyaróvár – Győr – Tatabánya – Budimpešta – Kečkemet – Segedin Subotica – Novi Sad – Beograd – Niš Skopje – Veles – Gevgelija Solun – Larisa – Lamia – Antička Teba – Atena – Pirej – (Trajekt) – Hania – Iraklio – Sitia |
|       |        | km      | Italija | Pisa – Lucca – Pistoia – Firenca |
|       |        | 1690 km | Rusija Latvija Litva Rusija Poljska Slovačka Mađarska                                                                      | Pskov Riga Šiauliai Sovetsk – Kalinjingrad Elbląg – Ostróda – Płońsk – Varšava – Radom – Kielce – Krakov Ružomberok – Zvolen Budimpešta |
|       |        | km      | Italija | Grosseto – Siena – Arezzo – Sansepolcro – Fano |
|       |        | 1250 km | Rumunjska Bugarska Grčka                                                                                                   | Oradea – Brad – Deva – Petroșani – Craiova Vidin – Botevgrad – Sofija – Blagoevgrad Ser – Solun |
|       |        | km      | Portugal Španjolska Francuska Italija Hrvatska Crna Gora Kosovo Srbija Bugarska Turska                                     | Lisabon – Santarém – Coimbra – Viseu – Guarda Salamanca – Tordesillas – Valladolid – Burgos – Miranda de Ebro – Bilbao – Donostia-San Sebastián Bayonne – Pau – Toulouse – Carcassonne – Narbonne – Montpellier – Nîmes – Arles – Aix-en-Provence – Fréjus – Cannes – Nica Ventimiglia – Sanremo – Savona – Genova – La Spezia – Pisa – Livorno – Grosseto – Civitavecchia – Rim – Pescara – (Trajekt) Dubrovnik Podgorica Kosovska Mitrovica – Priština Niš – Pirot Sofija – Pazardžik – Plovdiv – Čirpan – Haskovo – Svilengrad Edirne – Babaeski – Silivri – Istanbul – İzmit – Düzce – Bolu – İlgaz – Amasya – Niksar – Erzincan – Erzurum – Ağrı – Doğubeyazıt |
|       |        | 930 km  | Ukrajina Rumunjska | Mukačevo Satu Mare – Cluj-Napoca – Turda – Alba Iulia – Sebeș – Sibiu – Râmnicu Vâlcea – Pitești – Bukurešt – Constanța |
|       |        | km      | Portugal Španjolska | Porto – Villarreal – Bragança Zamora – Tordesillas |
|       |        | 266 km  | Bugarska | Polsko Kosovo – Pleven – Jablanica – Botevgrad |
|       |        | km      | Turska | Keşan – Tekirdağ – Silivri |
|       |        | 1400 km | Litva Bjelorusija Ukrajina Rumunjska Bugarska Turska Grčka                                                                 | Klaipėda – Kaunas – Vilnius Lida – Slonim – Brest Kovel – Luzk – Dubno – Ternopil – Černovci Suceava – Bacău – Focșani – Buzău – Urziceni – Bukurešt – Giurgiu Ruse – Polsko Kosovo – Veliko Trnovo – Kasanlak – Stara Sagora – Dimitrovgrad – Chaskovo – Svilengrad Edirne Aleksandropoli |
|       |        | km      | Albanija Grčka | Korça Florina – Tesaloniki |
|       |        | 2030 km | Ukrajina Rumunjska Bugarska Turska                                                                                         | Odesa – Ismajil – Bolhrad – Reni Galați – Tulcea – Constanța Varna – Burgas Babaeski – Havsa – Keşan – Çanakkale – Edremit – Bergama – İzmir – Aydın – Denizli – Antalya |
|       |        | km      | Turska | Ankara – Kırıkkale – Yerköy – Yozgat – Yildizeli – Sivas – Refahiye |
|       |        | 147 km  | Turska | Gerede – Ankara |
|       |        | km      | Portugal Španjolska Italija Grčka Turska                                                                                   | Lisabon – Setúbal – Trujillo – Madrid – Guadalajara – Calatayud – Zaragoza – Lleida – Barcelona / Mazara del Vallo – (Trajekt) Castelvetrano – Alcamo – Palermo – Messina – (Trajekt) – Reggio Calabria – Catanzaro – Crotone – Lido di Metaponto – Tarent – Brindisi – Lecce – Otranto – (Trajekt) Igoumenitsa – Ioannina – Kozani – Thessaloniki – Kavala – Xanthi – Komotini – Ferrai Keşan – Çanakkale – Bandırma – Karacabey – Bursa – Bozüyük – Eskişehir – Sivrihisar – Polatlı – Ankara – Aksaray – Tarsus – Adana – Ceyhan – Osmaniye – Gaziantep – Şanlıurfa – Viranşehir – Kızıltepe – Nusaybin – Cizre (– Irak) |
|       |        | 170 km  | Turska | Ceyhan – İskenderun – Antakya (– Sirija) |
|       |        | km      | Grčka | Lefkada – Preveza – Igoumenitsa – Janjina – Larisa |
|       |        | km      | Rusija Ukrajina | Orjol – Trosna Kijev – Bila Cerkva – Uman – Odesa E93 više ne postoji |
|       |        | km      | Grčka | Korinth – Eleusis – Atena |
|       |        | 1801 km | Rusija Bjelorusija Ukrajina Turska                                                                                         | Sankt-Peterburg – Pskov – Ostrov Vitebsk – Orša – Mogiljov – Dovsk – Gomelj Černigov – Kijev – Uman – Odesa Samsun – Merzifon |
|       |        | km      | Turska | Izmir – Turgutlu – Salihli – Uşak – Afyonkarahisar – Emirdağ – Sivrihisar |
|       |        | 1360 km | Rumunjska Rusija Gruzija Turska                                                                                            | Kherson – Džankoj – Kerč – Novorossiysk – Soči Suhumi – Poti – Batumi Trabzon – Aşkale |
|       |        | km      | Turska | Kirikhan – Reyhanlı (– Sirija) |
|       |        | 750 km  | Azerbajdžan Turska | Doğubeyazıt Van – Tatvan – Silvan – Diyarbakır – Siverek – Şanlıurfa |
|       | Ukupno | km      | | Glavna mreža (E50 do E99) |

### E100 do E127
| Karta | Broj   | Dužina   | Države                                  | Tijek |
| ----- | ------ | -------- | --------------------------------------- | --- |
|       |        | 850 km   | Rusija Ukrajina                         | Moskva – Kaluga – Brjansk Hlukhiv – Kijev |
|       |        | 3900 km  | Norveška Rusija Ukrajina                | Kirkenes Petsamo – Murmansk – Petrosavodsk – Novaja Ladoga – Sankt-Peterburg – Veliki Novgorod – Vyschni Volotschok – Torschok – Tver – Klin – Moskva – Podolsk – Serpuchov – Tula – Orjol – Trosna – Kursk – Belgorod Charkiv – Novomoskovsk – Saporischschja – Melitopol – Simferopolj – Jalta |
|       |        | 2807 km  | Rusija                                  | Jaroslavlj – Moskva – Kašira – Voronjež – Rostov – Krasnodar – Novorosijsk |
|       |        | 1100 km  | Rusija Gruzija Armenija Azerbajdžan     | Mineralnyje Vody – Pjatigorsk – Vladikavkas Tbilisi – Marneuli Vanadsor – Erevan Naxçıvan – Goris – Megri |
|       |        | 2630 km  | Rusija Azerbajdžan                      | Moskva – Kašira – Tambov – Borisoglebsk – Volgograd – Astrahan – Mahačkala Baku – Astara |
|       |        | 2700 km  | Rusija Kazahstan Turkmenistan           | Samara Oral – Atyrau Türkmenbaşy – Kizyl-Arwat – Kizyl-Atrek |
|       |        | 2840 km  | Rusija Kazahstan Uzbekistan Tadžikistan | Čeljabinsk Qostanai – Jezkazgan – Qysylorda – Shymkent Taškent Dušanbe |
|       |        | 2600 km  | Kazahstan Kirgistan                     | Petropavl – Astana – Qaraghandy – Balqaš – Almaty Biškek – Naryn (– Narodna Republika Kina) |
|       |        | 1237 km  | Rusija Kazahstan                        | Omsk Pavlodar – Semei – Saisan (– Narodna Republika Kina) |
|       | Ukupno | 20644 km |                                         | Glavna mreža (E100 do E127) |

## Sporedna mreža (klasa B)

### E100 do E499
| Karta | Broj   | Dužina | Države                      | Tijek |
| ----- | ------ | ------ | --------------------------- | --- |
|       |        | km     | Norveška                    | Haugesund – Drammen |
|       |        | km     | Norveška                    | Ålesund – Dombås |
|       |        | km     | Irska                       | Cork – Port Laoise |
|       |        | km     | Nizozemska                  | Amsterdam – Hilversum – Amersfoort |
|       |        | km     | Nizozemska                  | Amersfoort – Zwolle – Hoogeveen – Assen – Groningen                                                                                             |
|       |        | km     | Nizozemska Njemačka         | Hoogeveen – Emmen – Meppen – Cloppenburg |
|       |        | km     | Njemačka                    | Cuxhaven – Bremerhaven – Bremen – Walsrode |
|       |        | km     | Njemačka                    | Stralsund – Neubrandenburg – Berlin |
|       |        | km     | Poljska                     | Świecie – Bydgoszcz – Gniezno – Posen – Rawicz – Wrocław                                                                                        |
|       |        | km     | Latvija Litva Rusija        | Kaunas – Ukmergė – Daugavpils – Rēzekne – Ostrov                                                                                                |
|       |        | km     | Estonija                    | Tallinn – Tartu – Luhamaa |
|       |        | km     | Estonija Latvija            | Jõhvi – Tartu – Valga – Valka – Valmiera – Inčukalns                                                                                            |
|       |        | km     | Bjelorusija                 | Minsk – Bobrujsk – Gomelj |
|       |        | km     | Litva                       | Klaipėda – Palanga – Panevėžys – Ukmergė – Vilnius                                                                                              |
|       |        | km     | Nizozemska                  | Utrecht – Gorinchem – Breda |
|       |        | km     | Nizozemska                  | Vlissingen – Goes – Bergen op Zoom – Roosendaal – Breda – Tilburg – Eindhoven                                                                   |
|       |        | km     | Belgija                     | Antwerpen – Hasselt – Liege |
|       |        | km     | Belgija Nizozemska Njemačka | Leuven – Genk – Heerlen – Aachen |
|       |        | km     | Njemačka                    | Dortmund – Werl – Kassel |
|       |        | km     | Poljska Slovačka            | Radom – Ostrowiec Świętokrzyski – Rzeszów – Krosno – Prešov                                                                                     |
|       |        | km     | Poljska Ukrajina            | Varšava – Lublin – Lavov |
|       |        | km     | Poljska Ukrajina            | Lublin – Kowel – Korosten – Kijev |
|       | E381   | km     | Ukrajina Rusija             | Kijev – Hluchiw – Orjol |
|       |        | km     | Ukrajina Rusija             | Hluchiw – Trosna – Orjol |
|       |        | km     | Francuska                   | Saint-Brieuc – Dinan – Avranches – Caen |
|       |        | km     | Francuska                   | Calais – Boulogne-sur-Mer – Abbeville – Neufchâtel-en-Bray – Rouen – Alençon – Le Mans                                                          |
|       |        | km     | Belgija                     | Zeebrügge – Brügge – Roeselare – Kortrijk – Tournai                                                                                             |
|       |        | km     | Belgija                     | Jabbeke – Zeebrügge / Brügge |
|       |        | km     | Belgija Francuska           | Brisel – Namur – Neufchâteau – Arlon – Longwy – Metz / Uckange                                                                                  |
|       |        | km     | Belgija Francuska           | Nivelles – Charleroi – Rethel – Reims |
|       |        | km     | Njemačka Belgija Luksemburg | Aachen – Eynatten – Eupen – Malmedy – Sankt Vith – Luksemburg                                                                                   |
|       |        | km     | Njemačka                    | Trier – Saarbrücken |
|       |        | km     | Belgija                     | Tournai – Halle |
|       |        | km     | Njemačka                    | Hof – Plauen – Zwickau – Chemnitz |
|       |        | km     | Češka Slovačka              | Karlovy Vary – Chomutov – Most – Teplice – Děčín – Liberec – Turnov – Hradec Králové – Svitavy – Olomouc – Hranice – Valašské Meziříčí – Žilina |
|       |        | km     | Njemačka                    | Gießen – Frankfurt am Main – Darmstadt – Mannheim                                                                                               |
|       |        | km     | Češka Austrija              | Svitavy – Brno – Pohořelice – Beč |
|       |        | km     | Češka Poljska               | Brno – Vyškov – Olomouc – Hranice – Nový Jičín – Český Těšín – Bielsko-Biała – Kraków                                                           |
|       |        | km     | Ukrajina                    | Lwiw – Mukačevo |
|       | Ukupno | km     |                             | Sporedna mreža (E100 do E499) |

### E500 do E962
| Karta | Broj   | Dužina | Države                       | Tijek                                                                                        |
| ----- | ------ | ------ | ---------------------------- | -------------------------------------------------------------------------------------------- |
|       |        |        | Francuska                    | Le Mans – Angers                                                                             |
|       |        |        | Francuska                    | Le Mans – Tours                                                                              |
|       |        |        | Francuska                    | Courtenay – Sens – Troyes                                                                    |
|       |        |        | Francuska                    | Remiremont – Mulhouse                                                                        |
|       |        |        | Njemačka                     | Offenburg – Villingen-Schwenningen – Bad Dürrheim – Donaueschingen                           |
|       |        |        | Njemačka Austrija            | Memmingen – Kempten (Allgäu) – Füssen Telfs                                                  |
|       |        |        | Njemačka Austrija            | München – Garmisch-Partenkirchen – Mittenwald Seefeld in Tirol – Innsbruck                   |
|       |        |        | Češka                        | Humpolec – Pelhřimov – České Budějovice                                                      |
|       |        |        | Njemačka Austrija            | München – Altötting Braunau am Inn – Ried im Innkreis – Wels – Linz                          |
|       |        |        | Slovačka                     | Bratislava – Nitra – Zvolen – Lučenec – Rožňava – Košice                                     |
|       |        |        | Slovačka                     | Trenčín – Prievidza – Žiar nad Hronom                                                        |
|       |        |        | Ukrajina Mađarska            | Ušorod – Čop Nyíregyháza – Debrecen – Püspökladány                                           |
|       |        |        | Rumunjska                    | Bacău – Onești – Brașov – Pitești – Craiova                                                  |
|       |        |        | Slovačka Mađarska            | Bratislava – Dunajská Streda – Veľký Meder – Medveďov Vámószabadi – Győr                     |
|       |        |        | Rumunjska                    | Cluj-Napoca – Dej                                                                            |
|       |        |        | Rumunjska                    | Ploiești – Buzău                                                                             |
|       |        |        | Rumunjska                    | Sărățel – Reghin – Toplița – Gheorgheni – Miercurea Ciuc – Sfântu Gheorghe – Chichiș         |
|       | E580   |        | Rumunjska Moldavija Ukrajina | Mărășești – Tecuci Chișinău – Tiraspol Odesa                                                 |
|       |        |        | Rumunjska Moldavija Ukrajina | Tișița – Tecuci – Bârlad – Huși – Drânceni Leușeni – Micleușeni – Chișinău – Tiraspol Odesa  |
|       |        |        | Rumunjska Moldavija Ukrajina | Roman – Săbăoani – Iași Bălți – Edineț Vinnicja – Žitomir                                    |
|       |        |        | Ukrajina Moldavija Rumunjska | Poltava – Kirovgrad Kišinjev – Giurgiulești Galați – Slobozia                                |
|       |        |        | Rusija                       | Krasnodar – Džubga                                                                           |
|       |        |        | Francuska                    | La Rochelle – Niort                                                                          |
|       |        |        | Francuska                    | La Rochelle – Saintes                                                                        |
|       |        |        | Francuska                    | Saintes – Angoulême – Limoges                                                                |
|       |        |        | Francuska                    | Tours – Vierzon                                                                              |
|       |        |        | Francuska                    | Angoulême – Bordeaux                                                                         |
|       |        |        | Francuska                    | Chalon-sur-Saône – Paray-le-Monial                                                           |
|       |        |        | Francuska                    | Lyon – Pont-d’Ain                                                                            |
|       |        |        | Italija                      | Ivrea – Torino                                                                               |
|       |        |        | Austrija Njemačka Austrija   | Wörgl − St. Johann in Tirol − Lofer Bad Reichenhall Salzburg                                 |
|       |        |        | Austrija                     | Eben im Pongau – Liezen                                                                      |
|       |        |        | Austrija Slovenija           | Klagenfurt am Wörthersee – Kranj                                                             |
|       |        |        | Slovenija Mađarska           | Maribor – Nagykanizsa                                                                        |
|       |        |        | Mađarska Hrvatska BiH        | Balatonkeresztúr – Böhönye – Nagyatád – Barcs Virovitica – Stara Gradiška Banja Luka – Jajce |
|       |        |        | Hrvatska Srbija              | Osijek Sombor – Subotica                                                                     |
|       |        |        | Rumunjska                    | Oradea – Arad – Timișoara                                                                    |
|       |        |        | Rumunjska                    | Lugoj – Ilia                                                                                 |
|       |        |        | Rumunjska                    | Agigea / Constanța – Negru Vodă / Kardam                                                     |
|       |        |        | Armenija Gruzija Turska      | Aštarak – Gjumri – Ašotsk Wale Turkgözü – Posof – Kars – Horasan                             |
|       |        |        | Gruzija                      | Batumi – Samtredia                                                                           |
|       |        |        | Francuska                    | Lyon – Bourgoin-Jallieu – Voreppe – Grenoble                                                 |
|       |        |        | Švicarska Francuska          | Ženeva Annecy – Chambéry – Grenoble – Sisteron – Aix-en-Provence – Marseille                 |
|       |        |        | Francuska                    | Valence – Romans-sur-Isère – Voreppe                                                         |
|       |        |        | Francuska                    | Orange – Avignon – Salon-de-Provence – Marseille                                             |
|       |        |        | Italija                      | Torino – Savona                                                                              |
|       |        |        | Slovenija Hrvatska           | Kopar Pula – Opatija                                                                         |
|       |        |        | BiH Srbija                   | Bihać – Zenica – Sarajevo – Užice – Čačak Kraljevo – Paraćin – Zaječar                       |
|       |        |        | BiH Crna Gora Albanija       | Sarajevo Nikšić – Podgorica Skadar – Tirana                                                  |
|       |        |        | Srbija Crna Gora             | Beograd – Čačak – Užice – Prijepolje Bijelo Polje                                            |
|       |        |        | Rumunjska Srbija             | Drobeta Turnu Severin Negotin – Zaječar – Niš                                                |
|       |        |        | Bugarska                     | Jablanica – Veliko Trnovo – Šumen                                                            |
|       |        |        | Bugarska                     | Čirpan – Stara Zagora – Nova Zagora – Sliven – Burgas                                        |
|       |        |        | Portugal Španjolska          | Coimbra – Viseu – Vila Real – Chaves Verín                                                   |
|       |        |        | Portugal                     | Bragança – Guarda – Castelo Branco – Portalegre – Estremoz – Évora – Beja – Ourique          |
|       |        |        | Španjolska                   | Salamanca – Plasencia – Cáceres – Mérida – Sevilla                                           |
|       |        |        | Španjolska                   | Bilbao – Logroño – Tudela – Saragossa                                                        |
|       |        |        | Portugal                     | Braga – Chaves                                                                               |
|       |        |        | Portugal                     | Torres Novas – Abrantes – Guarda                                                             |
|       |        |        | Italija                      | Rim – San Cesareo                                                                            |
|       |        |        | Italija                      | Sassari – Olbia – Civitavecchia                                                              |
|       |        |        | Italija                      | Caserta – Nola – Salerno                                                                     |
|       |        |        | Italija                      | Napulj – Nola – Avellino – Cerignola                                                         |
|       |        |        | Italija                      | Bari – Tarent                                                                                |
|       |        |        | Italija                      | Firmo – Sybaris                                                                              |
|       |        |        | Italija                      | Cosenza – Crotone                                                                            |
|       |        |        | Italija                      | Contursi Terme – Potenza – Lido di Metaponto                                                 |
|       |        |        | Italija                      | Nicastro – Catanzaro                                                                         |
|       |        |        | Crna Gora Albanija Kosovo    | Petrovac na Moru – Ulcinj Skadar Priština                                                    |
|       |        |        | Albanija Makedonija          | Tirana – Elbasan Struga – Ohrid                                                              |
|       |        |        | Albanija Grčka               | Sarandë – Janjina                                                                            |
|       |        |        | Makedonija Bugarska          | Kumanovo Ćustendil – Pernik                                                                  |
|       |        |        | Turska                       | Bursa – İzmit                                                                                |
|       |        |        | Španjolska                   | Madrid – Tarancón – La Almarcha – Requena – Valencia                                         |
|       |        |        | Španjolska                   | Bailén – Jaén – Granada – Motril                                                             |
|       |        |        | Italija                      | Mazara del Vallo – Castelvetrano – Agrigento                                                 |
|       |        |        | Italija                      | Buonfornello – Caltanissetta – Enna – Catania                                                |
|       |        |        | Italija                      | Trapani – Alcamo                                                                             |
|       |        |        | Grčka                        | Janjina – Andirrio                                                                           |
|       |        |        | Grčka                        | Agrinio – Lamia                                                                              |
|       |        |        | Grčka                        | Tripoli – Sparta                                                                             |
|       |        |        | Grčka                        | Thiva – Eleusis                                                                              |
|       | Ukupno | km     |                              | Sporedna mreža (E500 do E962)                                                                |

### E001 do E017
| Karta | Broj   | Dužina | Države                  | Tijek                                                           |
| ----- | ------ | ------ | ----------------------- | --------------------------------------------------------------- |
|       |        |        | Gruzija Armenija        | Tbilisi – Bagratašen – Vanadzor                                 |
|       |        |        | Armenija Azerbajdžan    | Megri – Behramtapa – Alat                                       |
|       |        |        | Uzbekistan Turkmenistan | Učkuduk – Dašoguz – Ašgabat – Gaudan                            |
|       |        |        | Kazahstan Uzbekistan    | Kisilorda – Učkuduk – Buhara                                    |
|       |        |        | Uzbekistan              | Guza – Samarkand                                                |
|       |        |        | Tadžikistan Uzbekistan  | Aini – Kokand                                                   |
|       |        |        | Uzbekistan Kirgistan    | Taškent – Kokand – Andijan – Oš – Irkeštam                      |
|       |        |        | Tadžikistan             | Chorog – Murgab                                                 |
|       |        |        | Tadžikistan             | Žirgatal – Chorog – Iškašim – Lyanga (– Narodna Republika Kina) |
|       |        |        | Kirgistan               | Oš – Biškek                                                     |
|       |        |        | Kazahstan Kirgistan     | Almati – Kegen – Kokpek – Tiup                                  |
|       |        |        | Kazahstan               | Chorgos – Čunča – Kokpek                                        |
|       |        |        | Kazahstan               | Sariozek – Zarkent – Chorgos (– Narodna Republika Kina)         |
|       |        |        | Kazahstan Uzbekistan    | Ušaral – Drušba                                                 |
|       |        |        | Kazahstan               | Taskesken – Bahti                                               |
|       |        |        | Kazahstan               | Esil – Astana                                                   |
|       |        |        | Rusija                  | Jelabuga – Naberežnye Čelny – Ufa                               |
|       | Ukupno | km     |                         | Sporedna mreža (E001 do E017)                                   |

## Vanjske poveznice
- Karta svih europskih pravaca (UNECE)